# Cupressus balfouriana
Cupressus balfouriana là một loài thực vật hạt trần trong họ Cupressaceae. Loài này được Lemoine ex Gordon mô tả khoa học đầu tiên năm 1875.